# Canzonissima
Canzonissima est une émission télévisée de variétés très populaire en Italie. Programma Nazionale, ancêtre de la Rai 1, l'a diffusée entre 1956 et 1974. 

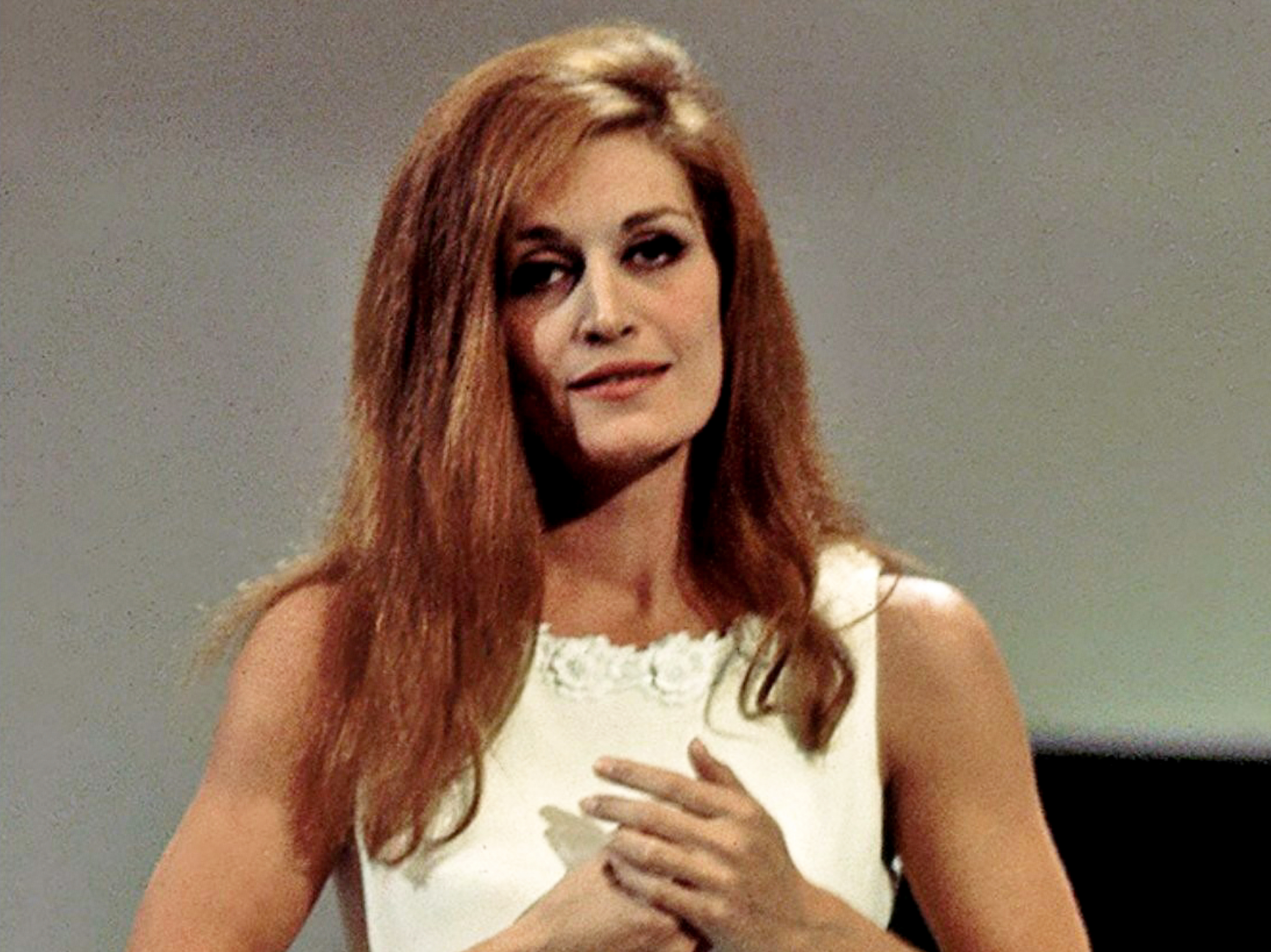
Dalida en finales chante "Dan dan dan", une chanson qui revient sur sa récente perte d'enfant.

## Gagnants
- 1956: Gino Latilla - Mamma e Buon anno, buona fortuna
- 1957: Aurelio Fierro - Scapricciatiello
- 1958: Nilla Pizzi - L'edera
- 1959: Joe Sentieri - Piove (Ciao, ciao bambina)
- 1960: Tony Dallara - Romantica
- 1961: Tony Dallara - Bambina bambina
- 1962: Tony Renis - Quando quando quando
- 1964: Claudio Villa - 'O sole mio
- 1965: Gianni Morandi - Non son degno di te
- 1966: Claudio Villa - Granada
- 1967: Dalida - Dan dan dan
- 1968: Gianni Morandi - Scende la pioggia
- 1969: Gianni Morandi - Ma chi se ne importa
- 1970: Massimo Ranieri - Vent'anni
- 1971: Nicola di Bari - Chitarra suona più piano
- 1972: Massimo Ranieri - Erba di casa mia
- 1973: Gigliola Cinquetti - Alle porte del sole
- 1974: Wess & Dori Ghezzi - Un corpo e un'anima